# 西村純二
西村純二（日语：／ Nishimura Junji，1955年12月23日—），日本男性動畫演出家、動畫導演、編劇。出身於佐賀縣東松浦郡呼子町（現唐津市）。
他也以的名義擔任編劇。

## 來歷、人物
1980年，西村純二從明治學院大學畢業後，加入動畫下游公司「錦子製作」。師從廣川集一的學習成為演出家，隔年以《宇宙戰士巴爾迪歐斯》（第20話）負責演出首次亮相。之後，又在同一製作公司執導了《忍者哈特利》、《六神合體雷霆王》、《魔法公主 明琪桃子》。
1984年，他離開錦子製作，並開始在Studio DEEN展開活動。隔年1985年，他首次導演了《高爾夫頑童猿丸》，該作品由Studio DEEN作為SHIN-EI動畫的下游包商製作，此後他執導了Studio DEEN的多部作品。
自從《福星小子2：綺麗夢中人》負責演出以來，他一直和押井守一起打麻將。當他說自己沒有任何工作時，被介紹去看《風人物語》（由押井守負責監修）。
押井守評論道「作為演出家，他是那種關注人物日常並詳細描繪人物的人」「作為導演，他製作了相當多的電視動畫系列，並經歷過許多預算低、時間緊迫的困難情況，所以他可以在很短的時間內完成劇本和分鏡，而且他不會在質量上妥協」。
他在Production I.G的《風人物語》引起了堀川憲司的注意，後者執導了他作為P.A.WORKS總承包商的首部作品《真實之淚 true tears》。
目前，他的活動基地已經轉移到了Seven Arcs。

## 參加作品

### 執導作品
1985年
- 高爾夫頑童猿丸（—1988年）

1988年
- 比利犬（日语：ビリ犬）（—1989年）

1989年
- 比利犬商會（日语：ビリ犬）
- 手天童子（OVA，—1990年）
- 亂馬½ 熱鬥篇（—1992年）[a]

1991年
- 颱風博士（OVA）

1992年
- 超級麻雀（日语：スーパーヅガン）

1994年
- 亂馬½：超無差別決戰！亂馬隊VS傳說的鳳凰（日语：らんま1/2 超無差別決戦! 乱馬チームVS伝説の鳳凰）（電影動畫）
- 火星（日语：マーズ (漫画)）（OVA）

1995年
- 鬼神童子ZENKI

1996年
- 魔法提琴手（—1997年）
- 逮捕令（—1997年）[3]

1999年
- 逮捕令 Special
- 逮捕令 the MOVIE（電影動畫）[4]
- 仙界傳 封神演義[b]

2002年
- 鬼眼狂刀[5]

2004年
- 風人物語[c]
- 今日大魔王！（—2005年）

2005年
- 今日大魔王！（第2系列，—2006年）

2006年
- SIMOUN[6][d]

2007年
- 今日大魔王！R（OVA）[d]

2008年
- 今日大魔王！（第3系列，—2009年）
- 真實之淚 true tears[d]

2010年
- 動物環境會議（日语：動物かんきょう会議）
- 妖怪少爺[d]

2012年
- DOG DAYS'

2013年
- 爆TECH！爆丸 激撞
- 戀旅 ～True Tours Nanto～[d]

2014年
- GLASSLIP[d]

2015年
- DOG DAYS"[d]

2016年
- 爆音少女!![d]
- ViVid Strike！

2018年
- BASILISK ～櫻花忍法帖～[d]

2019年
- 百慕達三角 ～多彩田園曲～[d]

2021年
- 吸血鬼之愛

2022年
- Extreme Hearts[7][e]

2023年
- 狩火之王[8]

2024年
- 魔都精兵的奴隸（總導演）[9]

### 分鏡、演出 等
1980年
- 宇宙戰士巴爾迪歐斯（—1981年，演出）

1981年
- 六神合體雷霆王（—1982年，演出）
- 戰國魔神豪將軍（分鏡）
- 救難小英雄Yattode（—1982年，演出）
- 福星小子 (1981年版)（—1986年，分鏡、演出、助理導演[f]）
- 忍者哈特利（—1987年，演出）

1982年
- 魔法公主 明琪桃子 (第1作)（日语：魔法のプリンセス ミンキーモモ）（—1983年，分鏡、演出）

1983年
- 小超人帕門 (1983年版)（—1985年，演出）
- 銀河漂流拜法姆（—1984年，演出）

1984年
- 福星小子2：綺麗夢中人（電影動畫，演出）

1988年
- 光頭騙子禿丸（日语：つるピカハゲ丸）（分鏡）

1989年
- 神州魑魅變（日语：神州魑魅変）（分鏡）

1990年
- 魔法天使甜蜜薄荷（分鏡）
- 我他彼此（日语：ペエスケ）（—1991年，分鏡）

1991年
- 機甲警察金屬傑克（分鏡）

1993年
- 奇蹟☆女孩（分鏡）
- 疾風無敵銀堡壘（分鏡）

1994年
- 霸王大系龍騎士（分鏡）
- 魔天戰神（分鏡）
- 搞怪拍檔FLASH（分鏡）

1995年
- 熊之噗太郎（日语：クマのプー太郎）（—1996年，分鏡）

1996年
- 少年桑塔的大冒險（日语：サンタクロースの冒険）（分鏡）
- 浪客劍心 (1996年版)（—1998年，分鏡）

1997年
- （遊戲，分鏡、演出）

1998年
- EAT-MAN'98（日语：EAT-MAN）（分鏡）
- 桃色姊妹花（日语：ももいろシスターズ）（分鏡）
- 電光快車俠（分鏡）
- SHADOW SKILL -影技-（分鏡）

1999年
- 微星小超人（日语：ミクロマン・マグネパワーズ）（分鏡）

2000年
- 萬有引力（分鏡）
- 六門天外（分鏡）

2001年
- 戰鬥陀螺（分鏡）
- 魔法少女貓（日语：魔法少女猫たると）（分鏡）
- 破壞魔定光（分鏡）
- 魔法水果籃 (2001年版)（分鏡）
- 光劍星傳EX（分鏡）
- Z.O.E Dolores, i（日语：Z.O.E Dolores, i）（故事分鏡）
- PROJECT ARMS（—2002年，分鏡）
- 激鬥戰車（分鏡）

2002年
- 尋找滿月（—2003年，分鏡）
- 炎之蜃氣樓（分鏡）

2003年
- 青檸色之戰奇譚（分鏡）
- 激鬥戰車Nitro（日语：クラッシュギアNitro）（分鏡）
- 魔偵探洛基RAGNAROK（分鏡）
- 歡樂★課程 ADVANCE（分鏡）
- 青青校樹（分鏡）
- 高橋留美子劇場 人魚之森（分鏡）
- Saint Beast 四聖獸 ～聖獸降臨篇～（日语：セイント・ビースト）（分鏡）
- 闇與帽子與書的旅人（—2004年，分鏡）

2004年
- 北方戀曲 ～Diamond Dust Drops～（分鏡）
- 攻殻機動隊 S.A.C. 2nd GIG（分鏡）

2005年
- 南方小島的小架飛機 柏蒂（日语：南の島の小さな飛行機 バーディー）（—2010年，劇本統籌、編劇）

2007年
- 少年陰陽師（分鏡）
- 風之少女艾蜜莉（分鏡）
- CODE-E（編劇[d]）

2008年
- Mission-E（編劇[d]）

2009年
- CANAAN（分鏡）
- 東京地震8.0（分鏡）
- 戀愛班長（分鏡）
- 學生會的一存（ED分鏡&演出）
- 雷頓大冒險：永遠的歌姬（電影動畫，分鏡）

2011年
- 世界一初戀（分鏡）
- 花開物語（編劇[d]、分鏡、演出）
- 世界一初戀2（分鏡）

2012年
- 魯邦三世 -名為峰不二子的女人-（編劇[d]）
- AKB0048（分鏡）
- 爆TECH！爆丸（—2013年，分鏡）

2013年
- 翠星上的加爾岡緹亞（分鏡）
- 蟲奉行（分鏡）

2014年
- 來自風平浪靜的明日（編劇[d]）

2016年
- 莉露莉露妖精 ～妖精之門～（分鏡）

2017年
- 青春歌舞伎（分鏡）
- 暖暖日記 (2016年版)（分鏡、演出）
- 鬼燈的冷徹 第貳期（分鏡）

2019年
- BAKUMATSU CRISIS（日语：恋愛幕末カレシ〜時の彼方で花咲く恋〜）（分鏡）
- 刺客守則（分鏡）

2021年
- Muv-Luv Alternative（分鏡）

## 腳註

## 相關項目
- Studio DEEN
- Production I.G
- P.A.WORKS
- Seven Arcs Pictures
- 日本動畫師列表（日语：アニメ関係者一覧）

## 外部連結
- TORNADO BASE / 特集·西村純二×岡田麿里 （日語）（2008年9月3日的檔案館）